# Marius (journal)
Pour les articles homonymes, voir Marius.
Marius est un journal humoristique français publié entre 1930 et 1982.

## Historique
Marius est créé le 4 octobre 1930 par Georges Ventillard, dirigeant la société des Publications Georges Ventillard, spécialisée dans l'édition de bandes dessinées.
Sa parution s'interrompt en 1940 du fait de la guerre. Elle reprend le 7 juin 1947.
Au plus fort de sa diffusion, Marius paraît tous les mardis. Il est facilement reconnaissable au papier de couleur rose sur lequel il est imprimé, notamment vis-à-vis de son confrère du mercredi, Le Hérisson, édité par la même société et imprimé sur du papier de couleur verte.
Marius a un format particulier, plus petit que la plupart des journaux de l'époque. Son contenu est essentiellement constitué de dessins humoristiques réalisés par des dessinateurs spécialisés dans ce domaine : Chakir, Dubouillon, Escaro, Faizant, Giraud, Gondot, Harvec, Hervé, Hoviv, Jac Faure, Lassalvy, Lavergne, Louette, Martial, Pellos, Michel Piedoue, Pierre, Sempé, Soulas, Sauvayre, Stephan, Tabary, Tetsu…
Le 24 septembre 1981, il devient Marius L'Épatant, puis le 12 novembre L'Épatant Marius, avant de disparaître le 8 juillet 1982, absorbé par Le Hérisson.
Dans son ouvrage autobiographique Bête et méchant (1981), François Cavanna présente la création de Hara-Kiri comme une réaction à Marius et au Hérisson, prenant en compte le tirage de ces périodiques pour estimer l'audience possible du mensuel.